# Mimetus ridens
Mimetus ridens är en spindelart som beskrevs av Brignoli 1975. Mimetus ridens ingår i släktet Mimetus och familjen kaparspindlar.
Artens utbredningsområde är Filippinerna. Inga underarter finns listade i Catalogue of Life.